# Nudio
Nudio (en griego antiguo: Νούδιον) es el nombre de una ciudad griega antigua de Trifilia. No ha sido localizada. La única fuente que la menciona es Heródoto.
Es posible que fuera destruida por Elis durante su invasión de Trifilia.